# ایمجر
ایمجر (انگلیسی: Imgur) یک وبگاه اشتراک‌گذاری عکس و سرویس میزبانی عکس است که در سال ۲۰۰۹ توسط آلن شاف بنیان‌گذاری شد.

## تاریخچه
آلن شاف پس از ورود به دانشگاه اوهایو در سال ۲۰۰۹ در آتن، اوهایو ایمجر را بنیان‌گذاری کرد.